# Манастири и цркве јужне и источне Србије
Манастири и цркве јужне и источне Србије су део богате баштине Српског народа која се судбински везала за духовну, културну и просветну делатност и национално биће српског народа. Делећи судбину народа који их је градио, храмови изграђени на простору јужне и источне Србије некада су се уздизали до божански лепог, или, пак, били рушени и спаљивани, од бројних освајача овог дела Балкана. Њихови сачувани остаци и даље зраче божанском светлошћу која је окупљала народ да слави Бога и скупља снагу да опстане и храмове обнови, и тако у круг.
Обнављајући многе старе светиње народ овог подручја Србије сачувао је византијске тековине Хришћанства зачетог на овом простору и православне законе и српску духовност. Зато, је сам чин упознавања са овим храмовима једнако важан важан за обнови порушених и изградњу нових цркава на простору јужне и источне Србије. 

## Значај
Споменичко наслеђе са простора Јужне и источне Србије заузима значајно место у културној ризници Србије и Балкана. На територији која је у надлежности Завода за заштиту споменика културе Ниш налази се укупно 39 општина и подручје града Ниша (са четири градске општине).
У регистар споменика културе у евиденцији нишког Завода, уписано је 109 манастира и цркава, од којих су четири категорисана у споменике културе од изузетног значаја, а 20 од великог значаја.

## Списак манастира и цркава по епархијама и општинама

### Епархија нишка
| Епархија нишка       | |
| Општина              | Парохија: црква или манастир |
| Алексинац            | - Алексиначка парохија: Манастир Липовац • Црква Светог Николе у Алексинцу • Црква Светих архангела Михаила и Гаврила у Алексинцу • Црква Светог пророка Илије у Суботинцу • Црква Светог Великомученика Пантелејмона у Краљеву • Капела Светих апостола Петра и Павла у Краљеву • Црква Свете Тројице у Глоговици • Црква Светог Јована Крститеља у Алексиначком Бујмиру. - Витковачка парохија: Црква Рођења Пресвете Богородице у Витковцу · Црква Свете Марије Магдалене у Срезовцу · Параклис Светог пророка Јелисеја у Горњем Љубешу - Гредетинска парохија: Црква Покрова Пресвете Богородице у Гредетину • Црква Свете Марије Магдалене у Радевцу • Црква Рођења Пресвете Богородице у Јаковљу • Црква Светих цара Константина и Јелене у Лознацу • Црква Светог архиђакона Стефана у Каменици. - Грејачка парохија: Црква Вазнесења Господњег у Грејачу • Црква Свете Варваре у Малом Дреновцу • Црква Свете великомученице Параскеве у Великом Дреновцу • Црква Светих цара Константина и Јелене у Лоћики • Параклис Светог великомученика Прокопија у Дашници • Параклис Светог Лазара Четвородневног у Суповцу • Параклис Свете великомученице Недеље у Копривници. - Горњо-доњокрупачка парохија: Црква Светог Јована Крститеља у Дражевцу • Црква Светог Јована у Преконоги • Црква Светог оца Николаја у Рсавцу. - Доњотрнавска парохија: Црква Светог пророка Илије у Доњој Трнави • Црква Светих архангела у Горњој Трнави • Црква Светог Јована Крститеља у Доњем Крупцу • Црква Светог Јована Крститеља у Врелу. - Житковачка парохија: Црква Светог архангела Гаврила у Житковцу • Црква Светог великомученика Георгија у Моравцу • Црква Светог Јована Крститеља у Горњем Сухотну • Црква Светог пророка Илије у Доњем Сухотну • Црква Свете Тројице у Горњем Адровцу • Црква Свете мученице Недеље у Горњем Адровцу. - Мозговска парохија: Црква Свете Преподобномученице Параскеве у Мозгову • Црква Свете Тројице у Мозгову • Црква Светог архангела Михаила у Бовну. - Рутевачка парохија: Црква Свете великомученице Марине у Рутевцу • Нова црква Свете великомученице Марине у Рутевцу • Црква Светих арханђела Михаила и Гаврила у Делиграду - Трњанска парохија: Црква преподобне мученице Параскеве у Трњану • Црква Свете Тројице у Трњану. - Чукуровачка парохија: Црква Светог великомученика Прокопија у Чукуровцу • Црква Светог Николаја у Вукањи • Црква Светог великомученика Пантелејмона у Вукањи • Црква Светог Јована Крститеља у Породину • Црква Преображења Господњег у Љуптену • Црква Светог Јована Богослова у Врћеновици - Тешичка парохија: Црква Успења Пресвете Богородице у Тешици • Црква Светог пророка Илије у Тешици • Црква Светог архангела Михаила у Лужанима - Станачка парохија: Црква Светог великомученика Прокопија у Катуну • Црква Светог Јована Крститеља у Црној Бари • Црква Преподобномученице Параскеве у Станцима • Капела Преподобномученице Параскеве у Катуну • Капела светих Мученика Савела, Исмаила и Мануила у Пруговцу |
| Бабушница            | - Бабушничка парохија: Црква Светог Николе Мирликијског у Студени • Манастир Свете Петке у Горчинцу • Црква Преноса моштију Светог Николаја Чудотворца у Бабушници • Црква Светог Арханђела у Горњем Крњину - Драгиначка парохија: Црква Свете Тројице у Драгинцу • Црква Свете Теодоре у Столу • Црква Светог Николаја у Стрижевцу • Црква Светог Пророка Илије у Љуберађи • Црква Успења Пресвете Богородице у Стрелцу • Темљи храма у селу Камбелевци • Темељи храма Светих Апостола Петра и Павла у Дучевцу |
| Бела Паланка         | - Белопаланачка парохија: Црква Вазнесења у Белој Паланци • Манастир Дивљана • Манастир Сињачки • Црква Свете Петке у Градишту • Манастир Светог Николе у Клењи • Црква Светог Архангела Гаврила у Моклишту • Црква Светог Илије у Клисури • Црква Светих Апостола Петра и Павла у Црноклишту • Црква Свете преподобномученице Параскеве у Шпају • Црква Светог Јована Крститеља у Мирановачкој Кули • Црква Светог Николаја у Горњем Стрижевцу • Црква Рођења Пресвете Богородице у Моклишту • Црква Светог Оца Николаја у Витанову • Црква Светог Јована у Витановцу. - Љуберађска парохија: Црква Светог Пророка Илије у Љуберађи • Црква Свете Петке • Црква Пресвете Богородице • Црква Светог Оца Николаја - Осмаковачка парохија: Црква Светог великомученика Георгија у Осмакову • Црква Светог великомученика Пантелејмона у Враништу. - Црвеноречка парохија: Манастир Успеније Пресвете Богородице у Вети • Црква Светих Ћирила и Методија у Црвеној Реци. |
| Блаце                | - Прва блачка парохија:Храм Успења Пресвете Богородице у Блацу • Храм Свете Тројице у Трубњу • Храм Светог пророка Јеремије у Сибници • Храм Свете великомученице Марине у Чучалу • Храм Светог архангела Гаврила у Врбовцу - Друга блачка парохија: Храм Свете великомученице Марине у Претрешњи • Храм Рођења Светог Јована Крститеља у Качапору • Храм Светог пророка Илије у Горњој Драгуши • Храм Преображења Господњег у Доњој Јошаници - Гргурско-туларска парохија: Храм Светог цара Константина и царице Јелене у Барбатовцу • Храм Светог Јована Крститеља у Гргуру • Храм Светог Алексија Човека Божијег у Чунгули • Храм Васкрсења Лазаревог у Коњуви • Храм Свете Параскеве у Кашевару • Храм Свете Петке у Вишеселу • Храм Светих Јоакима и Ане у Бацу • Храм Светих апостола Петра и Павла у Калудри • Храм Свете Тројице у Вичи - Храм Свете великомученице Марине у Вичи • Храм Светог цара Константина и царице Јелене у Плочнику |
| Бојник               | - Бојничка парохија: Црква на локалитету манастириште код села Ивање • Црква Св. Архангела Гаврила у Придворици • Црква Светих Апостола Петра и Павла у Доњем Коњувцу • Црква Светог великомученика Георгија у Горњем Брестовцу • Црква Светог Симеона Столпника у Плавцу • Црква Светог Спиридона у Граници • Црква Светог Пантелејмона у Ћуковцу • Црква Свете Петке у Ђинђуши - Горњебријањска парохија; Црква Светог Саве у Горњем Бријању |
| Власотинце           | - Власотиначка парохија: Црква Свете Тројице у Власотинцу • Црква Сошествија Светог Духа у Власотинцу• Црква сабора светог архангела Гаврила (Крушевица) - Великобоњинска парохија: Црква Светог Николаја у Великом Боњинцу - Грделичка парохија: Црква Светог Јована Крститеља у Грделици - Конопничка парохија: Црква Успења Пресвете Богородице у Каоници - Предејанска парохија: Црква Светог Архангела Гаврила у Предејану - Црвенојабучка парохија: Црква Цара Константина и Царице Јелене • Црква Светог Димитрија • Црква Светог Георгија • Црква Свете Тројице - Црнотравска парохија: Црква Светог Оца Николаја у Црној Трави |
| Гаџин Хан            | Црква Светог Николе у Доњем Драговљу • Стара црква Светог Вазнесења у Великом Крчимиру • Црква Светог Илије у Јагличју • Црква Успења Свете Богородице у Гркињи • Црква Светог Архангела Михајла у Ћелији • Црква Светог Јована у Ћелији • Црква Свете Петке у Мариној Кутини • Црква Светог Луке (позната и као Свети Никола) у Доњем Драговљу • Цркви Свете Тројице у Великом Вртопу |
| Град Ниш (4 општине) | Базилика са мартиријумом (базилика мученика) • Латинска црква у Горњем Матејевцу • Манастир Светог Јована Крститеља код Горњег Матејевца • Манастир Светог Ђорђа изнад Каменице • Црква Светог Пантелејмона у Нишу • Црква Светог Николе у Нишу • Црква Светог цара Константина и царице Јелене у Нишу • Црква Светог Николе код села Миљковца - манастир Железник • Црква Светих арханђела Михаила и Гаврила у Нишу • Саборна црква у Нишу • Храм Светог Луке Ниш • Црква Светог Архангела Михаила у Доњем Матејевцу • Храм Свете Петке у Нишу •Црква Свете Петке код Доњег Матејевца • Црква Светог Николе у Каменици • Манастир Габровац • Црква Успења Свете Богородице у Миљковцу • Манастир Свете Богородице у Сићевачкој клисури • Манастир Света Петка Иверица у Островици • Црква светог Николе у селу Манастир • Црква светог пророка Илије у Сићеву • Црква Успења Пресвете Богородице у Доњој Врежини |
| Димитровград         | - Димитровградска парохија: Храм Рођења Пресвете Богородице у Димитровграду• Храм Светог мученика Мине у Димитровграду • Храм Свете Тројице у Димитровграду • Храм Свете Петке у Димитровграду • Манастир Светог великомученика Димитрија у Димитровграду • Храм Светог великомученика Георгија у Жељуши • Храм Вазнесења Господњег у Жељуши • Храм Светог архангела Михаила у Бољевом Долу • Црквиште Светог архангела Михаила у Изатовцима • Црквиште Пресвете Богородице у Каменици • Храм Светог Пантелејмона у Сенокосу • Храм Светог Димитрија у Бребевници • Храм Свете Тројице у Гуленовцима • Храм Светог Јована у Височким Одоровцима • Храм Светог великомученика Георгија у Мазгошу • Храм светог Јована Богослова у Мојинцима • Храм Свете Тројице у Петерлашу • Храм Светог Јована Крститеља у Петерлашу • Храм Ваведења Пресвете Богородице у Радејни • Храм Светог великомученика Георгија у Радејни • Храм Преноса моштију Светог Николаја Чудотворца у Протопопинцима • Храм Вазнесења Господњег у Смиловцима • Манастир Светих Кирика и Јулите у Смиловцима • Храм Свете Петке у Смиловцима • Храм Вазнесења Господњег у Градињу • Храм Свете Тројице у Борову • Храм Успења Пресвете Богородице у Борову • Храм Светог пророка Илије у Доњој Невљи • Храм Пресвете Богородице у Горњој Невљи • Храм Свете Тројице у Лукавици • Храм Светог пророка Илије у Срећковцима • Храм Свете Марије Магдалине у Чиниглавцима • Храм Светог архангела Михаила у Чиниглавцима • Црквиште Светог Онуфрија у Гојином Долу. |
| Дољевац              | Црква Светог Јована код Орљана • Спомен црква Свете Петке у Ћурлини • Црква Свете Параскеве у Орљану • Црква Светог Николе у Пуковцу • Црква Светог Архангела Гаврила у Кочану • Црква Светог Романа у Белотинцу • Црквиште Светог Симеона Стополника у Клисури |
| Житорађа             | - Житорађска парохија: Црква Светог Илије • \|Црква Успења Пресвете Богородице • Латинска црква код Глашинца • Црква Светих Петра и Павла у Житорађи • Црква Успења Свете Богородице у Житорађи |
| Куршумлија           | - Три куршумлијске парохије: Маркова црква – касноантичка базилика код Кастрата • Манастир Богородице код Куршумлије • Манастир Светог Николе код Куршумлије • Црква Светог Мине, Виктора и Вићентија у Штави • Храм-брвнара Светог кнеза Лазара у Пролому • Црква Светих апостола Петра и Павла у Лукову • Саборни храм Свете Тројице у Куршумлији • Храм Свете Петке у Мачковцу • Храм Светог архангела Михаила у Богујевцу • Црквиште Храма Свете Тројице у Дединцу • Храм Светог Николаја у Космачу - Темељи Храма Светог пророка Илије у Грабовници • Храм Светог великомученика Георгија у Луковској Бањи • Храм Свете Тројице у Требињу • Храм Преображења Господњег у Пролом Бањи • Храм Свете Марије Магдалине у Игришту • Капела Светог архангела Гаврила и капела Свете Тројице у Рудару • Храм Пресвете Богородице у Бабици • Маркова (Латинска) црква у Кастрату • Храм Светих врачева Козме и Дамјана у Микуљану • Храм Светог апостола и јеванђелисте Луке у Сагоњеву • Храм Свете Петке у Жучу • Храм Покрова Пресвете Богородице у Мирници • Храм Светог Василија Острошког у Растелици • Храм Свете Тројице у Селишту • Храм Преображења Господњег у Магову • Храм Светог архиђакона Стефана у Влахињи • Темељи цркве у Куршумлијској Бањи • Храм Светог великомученика Георгија у Селови • Црквишта у селима Пепељевац, Вршевац, Бело Поље и Данковиће • Црквишта у селима Сеоце, Мрче и Висока • Црквишта у селима Доње Левиће, Жалица и Паваштица - Рачанска парохија: Саборни храм Светог пророка Илије у Рачи • Храм Свете Петке у Добром Долу • Храм Светог Николаја у Мердару • Храм Свете Тројице у Заграђу • Црквиште у Матарови |
| Лебане               | - Лебанске три парохије: Црква Усековења главе Светог Јована Крститеља у Лебану • Црква Успења Пресвете Богородице у Гргуровцу • Црква Светог Великомученика Прокопија у Шуману • Црква Преображења Господњег у Клајићу • Црква Светог Николаја у Липовици • Црква Светог Великомученика Прокопија у Радевцу • Црква Успења Пресвете Богородице у Оргулици • Црква Светог Великомученика Пантелејмона у Рафуни • Црква Свете Параскеве у Поповцу Црква Преображења Господњег у Клајићу - Бошњачке две парохије: Црква Светог Николаја Мириликијског у Тогочевцу • Црква Свете преподобномученице Параскеве у Бошњацу - Прекопчеличка парохија: Црква преноса моштију Св. Николаја Мирликијског у Прекопчелици • Црква Свете Тројице у Ображдама • Црква Свете Петке у Петровцу • Црква Светих апостола Петра и Павла у Петровој Гори |
| Лесковац             | Јашуњски манастир Светог Јована • Јашуњски манастир Ваведења Пресвете Богородице • Манастир Бабичко • Манастир Чукљеник • Манастир Рударе • Стара црква Свете Богородице у Лесковцу • Саборна црква Свете Тројице у Лесковцу • Црква Сабор светих апостола у Турековцу • Црква Свете Петке у Кумареву • Црква Рођења Светог Јована Крститеља (Вучје) |
| Медвеђа              | - Медвеђска парохија: Црква Вазнесења Господњег у Медвеђи • Црква Светог Архангела Гаврила у Црном Врху Црква Светог Илије у Гајтану • Црква Светог великомученика Пантелејмона у Газдарама • Црквиште у Рујковцу Светог кнеза Лазара у Лозанама - Оругличка парохија: Црква Успења Пресвете Богородице Бануша - Вучје • Црква Светог Симеона у Гагинцу. - Придворичка парохија: Црква Светог Архангела Гаврила • Црква Светог Петке • Црква Светог Великомученика Георгија • Црква Оца Николаја (у изградњи). - Сијаринскобањска парохија: Црква Светог Пророка Илије у Сијарињској Бањи • Храм Свете Тројице у Туларама • Храм Светог архангела Гаврила у Маћедонцу • Храм Свете Тројице у Маровцу • Храм Свете великомученице Марине у Чокотину • Храм Светог Николе у Равној Бањи • Храм Свете Петке у Станушићима • Храм Свете Петке у Гвоздићу • Храм Преображења Господњег у Сијарини |
| Пирот                | - Стара црква, Пазарска у Пироту, три парохије: Црква рођења Христовог у Пироту • Храм Светог великомученика Харалампија у Костуру • Храм Светих лекара Козме и Дамјана у Расници • Храм Светог Игнатија Богоносца у Великом Суводолу • Храм Свете Петке у Малом Суводолу • Храм Свете Тројице у Гњилану • Параклис Светог пророка Илије у Барије Чифлику • Храм Светог великомученика Георгија у Присјану • Храм Светих апостола Петра и Павла у Бојнеговцу - Саборна црква Тијабарска у Пироту, три парохије: Саборна црква Успења Пресвете Богородице у Пироту • Храм Светог Николаја Мирликијског у Белој • Храм Светог Јована Крститеља у Гостуши - Изворска парохија: Храм Свете Тројице у Извору • Храм Свете Петке у Градишници • Храм Светог архангела Михаила у Пољској Ржани - Крупачка парохија: Храм Преноса моштију Светог Николаја Мирликијског у Крупцу • Храм Светог Саве у Великом Јовановцу • Храм Успења Пресвете Богородице у Великом Селу - Темачка парохија: Храм Свете Петке у Темској • Храм Светог пророка Илије у Сопоту • Храм Светог Николаја - Свете Петке у Станичењу • Храм Светог Јована Крститеља у Станичењу • Храм Светих Кирика и Јулите у Станињцу • Храм Свете Петке у Јаловик Извору • Храм Светог великомученика Пантелејмона у Кални • Храм Свете Параскеве у Кални • Храм Светих апостола Петра и Павла у Ћуштици • Храм Светог Илије у Црном Врху • Храм Свете Тројице у Рудињу • Храм Свете Тројице у Топлом Долу • Храм Свете Тројице у Засковцима • Храм Светог пророка Илије у Црвенчеву • Храм Свете Петке у Церови • Храм Свих светих у Балти Бериловцу • Храм Свете Тројице у Куманову • Храм свете Петке у Орљи • Храм Светог великомученика Георгија у Вртовцима |
| Прокупље             | - Азбресничка парохија: Црква Светог Великомученика Теодора Тирона • Успења Пресвете Богородице • Црква Свете Петке • Црква Светих апостола Петра и Павла. - Ајдановачка парохија: Манастир Ајдановац • Црква Светог Великомученика Георгија. - Прокупачка парохија: Латинска црква Светог Прокопија у Прокупљу • Црква Светог Прокопија у Прокупљу - Конџељска парохија: Црква Светог Архангела Михаила у Конџељу • Црква светих апостола Петра и Павла у Голиновцу. |
| Ражањ                | - Брачинска парохија: Црква Свете Тројице у Петковцу • Црква Светог Вазнесења у Пртковцу • Црква Покрова Пресвете Богородице у Старом Брачину - Великошиљеговачка парохија: Црква Светог Гаврила Велики Шиљеговац • Црква Покрова Пресвете Богородице на Ђуковцу • Црква Светих апостола Петра и Павла у Великом Шиљеговцу • Црква Светог Николе у Малој реци - Ђунишка парохија: Црква Светог Великомученика Пантелејмона у Ђунису - Здравинска парохија: Црква Светог Великомученика Георгија у Здравињу • Црква Свете Недеље у Позлати • Црква Светог Пророка Илије у Сушици. - Каоничка парохија: Црква Вазнесења Господњег у Каонику - Лучинско-браљинска парохија: Црква Светог Пантелејмона • Црква Светог Јована • Црква Светог Саве • Црква Свете Недеље • Црква Свете Петке - Подгоричко-витошевачка: Црква Светих апостола Петра и Павла • Црква Светог апостола Луке • Црква Светог Оца Николаја - Ражањска парохија: Манастир Светог Романа • Црква Светог Пророка Илије у Ражњу - Рибарска парохија: Црква Светог Пророка Илије, са седам капела у Рибарској Бањи. - Скоричка парохија: Црква Свете Великомученице Марине • Црква Светог Архангела Гаврила |
| Ћићевац              | - Сталаћка парохија: Црква Свете Тројице у Сталаћу, Црква Светог Архангела Михаила и Гаврила у Сталаћу. - Ћићевачка парохија: Црква Светог Саве Црква • Црква Светог Оца Николаја |
| Сврљиг               | - Лалинска парохија: Црква Светог Оца Николаја Лалин • Црква Светог Архангела Гаврила у Пирковцу • Црква Свете Тројице у Грбавчу · Црква Светог пророка Илије и Светог Лазара у селу Грбавче. - Црнољевичка парохија: Црква Успења Пресвете Богородице Црнољевце • Црква Свете Мученице Параскеве у Извору • Црква Светих апостола Петра и Павла у Гулијану • Црква Светог Цара Константина у Манојлици. - Сврљишка парохија: Црква Светог Цара Константина и Царице Јелене у Сврљигу • Црква Светог Архангела у Попшици • Црква Светог Илије код Нишевца · Црква Светог Николе у Драјинцу |

### Епархија тимочка
| Епархија тимочка | |
| Општина          | Парохија: црква или манастир |
| Бољевац          | Манастир Лапушња • Манастир Крепичевац • Црква Св. Илије у Бољевцу • Црква Св. Архангела-Лозица • Црква Свете Богородице у Лукову • Црква Сошествија Светог Духа у Подгорцу • Црква Свете Тројице у Сумраковцу |
| Бор              | Црква Успења Пресвете Богородице у Слатини • Црква Светог Ђорђа у Бору • Црква Свете Тројице у Кривељу • Црква Светог Илије у Злоту • Црква Свете Тројице у Горњану • Црква Светог Петра и Павла у Брестовцу • Црква Свете Тројице у Доњој Белој Реци • Црква Свете Тројице у Шарбановцу • Црква Вазнесења Господњег у Метовници • Црква Вазнесења Господњег у Луки |
| Неготин          | Манастир Буково • Манастир Короглаш • Стара црква Свете Богородице у Неготину • Саборна црква Свете Тројице у Неготину • Црква Вазнесења Господњег у Јабуковцу • Црква брвнара Вазнесења Господњег у Брестовику • Црква брвнара Свете Тројице у Поповици • Црква брвнара Сошествије Светог Духа у Трњану • Црква Преображења Господњег у Сијарини                   |
| Зајечар          | Манастир Грлиште • Манастир Суводол • Саборна црква у Зајечару |
| Кладово          | Црква Свете Тројице у Брзој Паланци • Манастир Манастирица код Петровог Села |
| Књажевац         | Црква Свете Богородице у Доњој Каменици • Манастир Свете Тројице код Горње Каменице • Црква Светог Ђорђа у Књажевцу • Црква Светог Пантелејмона у Жлну • Црква Рођења пресвете Богородице у Габровници |
| Соко Бања        | Стара црква у Бањи Јошанци • Црква Светог Преображења у Соко Бањи • Манастир Јерменчић |

### Епархија врањска
| Епархија врањска | |
| Општина          | Парохија: црква или манастир |
| Босилеград       | Вазнесење Господње, Доња Љубата • Вазнесење Господње, Рајчиловци • Пресвета Богородица, Горња Љубата • Пресвета Богородица, Извор • Пресвета Богородица, Ресно • Рождество Пресвете Богородице, Босилеград • Света Параскева, Рибарци • Света Тројица, Клисура • Црква Светих апостола Петра и Павла у Божици • Црква Светог Архангела Гаврила у Колуници • Црква Светог Архангела Михаила у Стрезимировцима • Црква Светог Великомученика Георгија у Топлом Долу • Црква Светог Илије у Бресници • Црква Светог Илије у Лисини • Црква Светог Николе у Божици • Црква Светог Николе у Кострешевцима • Црква Светог Николе у Црноштици • Црква Светот Пророка Илије у Злом Долу • Црква Светог Харалампија у Бранковцима • Црква Светог Вазнесења у Доњој Лисини • Црква Светог Апостола Филипа у Бистром                                       |
| Бујановац        | Манастир Прохор Пчињски • Манастир Лопардинце • Црква Светих апостола Петра и Павла у Бујановцу • Црква Светог апостола Јеванђелисте Марка у Биљачи • Црква Светог Јована Богослоа у Српској Кући • Црква Светог Симеона Столпника у Богдановцу • Црква Свете Преподобне Параскеве у Кленикама • Црква Преображења Господњег у Жужељици • Црква Свете Преподобномученице Параскеве у Раковцу • Црква Свете Тројице у Жбевцу • Црква Светог Архангела Гаврила у Лопардинцима • Црква Светог Ђорђа у Кршевици • Црква Светог Николе у Брњару • Црква Светог Оца Николаја у Клиновцу • Црква Светог Прокопија у Љиљанцу • Црква Светог Пророка Илије у Левосоју • Црква Светог Пророка Илије у Русцу • Црква Светог Пророка Илије у Сејцу • Црква Светог цара Константина и царице Јелене у Куштици • Црква Свим Српским Светитељима у Божињевцима |
| Владичин Хан     | Манастир Кацапун • Црква Свете Богородице у Мртвици • Црква Светог Преображења код села Стубла • Црква Свете Петке у Лепеници • Црква Рождества Пресвете Богородице у Јелашници • Црква Свете Параскеве у Горњем Јабукову • Црква Свете Параскеве у Ружићу • Црква Свете Тројице у Кунову • Црква Светог Великомученика Георгија у Белишеву • Црква Светог Великомученика Пантелејмона у Белановцу • Црква Светог Великомученика Пантелејмона у Богошеву • Црква Светог Оца Николаја у Владичином Хану • Црква Светог Пророка Илије у Јастрепцу • Црква Светог Преображења Господњег у Прибоју Врањском • Црква Успенија Пресвете Богородице у Равној Реци |
| Врање            | Манастир Светог Пантелејмона у Лепчинцу • Црква Светог Спаса у Лепчинцу • Црква Свете Тројице у Врању • Стара црква Свете Богородице у Собини • Црква Преображења Господњег у Козјем Долу код Трговишта |
| Медвеђа          | Рановизантијско утврђење са црквом Светог Илије у Сијарињској бањи • Црква Свете Тројице у Тулару • Црква Свете Тројице у Маровици • Црква Светог Архангела Гаврила у Маћедонцу • Црква Свете великомученице Марине у Чокотину • Црква Светог Николе у Равној Бањи • Црква Свете Петке у Станушићима • Црква Светог Николаја Мириликијског у Равној Бањи • Црква Светог Пророка Илије у Гајтану • Црква Свете Петке у Рујковцу • Црква Свете Петке у Гвоздићу • Црква Светог великомученика Пантелејмона у Газдару |
| Прешево          | Црква Светог Ђорђа у Ораовици • Црква Свете Параскеве у Лесници • Црква Свете Преподобномученице Параскеве у Лучанима • Црква Светог Архангела Гаврила у Рељану • Црква Светог Великомученика Георгија у Ораовици • Црква Светог Великомученика Георгија у Чукарки • Црква Светог Великомученика Димитрија у Прешеву • Црква Светог Јована Богослова у Шаинцу • Црква Светог Јована Крститеља у Трнави • Црква Светог цара Константина и царице Јелене у Великом Трновцу |
| Сурдулица        | Црква Светог Великомученика Георгија у Сурдулици • Црква Светог Прокопија у Топлом Долу • Црква Светог Пророка Илије у Власини Риду • Црква Свете Тројице у Сувојници • Црква Светог Јована Крститеља у Мачкатици • Црква Светог Великомученика Пантелејмона у Доњем Романовцу |
| Трговиште        | Црква Свете Богородице на Вражјем Камену • Црква Светог Оца Николаја у Трговишту • Црква Преображења Господњег у Козјем Долу • Црква Светих апостола Петра и Павла у Доњем Стајевцу • Црква Светог Јована Крститеља у Новом Селу • Црква Светог Николе у Шапранцу • Црква Светог Јована Богослова у Шаинцу • Црква Светог Архангела Гаврила у Доњој Трници • Црква Свете Тројице у Зладовцу |